# Liacarus floridensis
Liacarus floridensis är en kvalsterart som beskrevs av Berlese 1908. Liacarus floridensis ingår i släktet Liacarus och familjen Liacaridae. Inga underarter finns listade i Catalogue of Life.